# 頼山陽史跡資料館
頼山陽史跡資料館（らいさんようしせきしりょうかん）は、広島県広島市中区袋町にある、頼山陽および頼家ゆかりの資料を展示した博物館である。

## 概要
市中心部にあり旧日本銀行広島支店の東隣にある。敷地面積約1,700m2。県が所有し、公益財団法人頼山陽記念文化財団が管理している。
山陽の親である頼春水・頼梅颸夫妻ら頼家が暮らした旧居を、1935年（昭和10年）に「山陽記念館」として整備し開館、老朽化に伴い改築し1995年（平成7年）「頼山陽史跡資料館」として再開館した。
国の史跡「頼山陽居室」をメインに、RC構造平屋建の展示室に茶室、それら和風建築と庭園からなる。門と石畳、塀の一部と庭内のクロガネモチと手摺から移築したモニュメントが、1945年（昭和20年）8月6日原爆被災した被爆遺構である。
広島頼家から寄贈された資料・通称『杉ノ木資料』や、山陽の祖父・頼惟清ゆかりの竹原頼家から寄贈された資料、その他県内収集家から集められた山陽を中心とする江戸時代の広島の文化・歴史資料と、旧館の模型や被爆前後の写真も展示している。

## 内部
- 頼山陽居室 - 1800年（寛政12年）9月、山陽は突如脱藩を企て上洛するもすぐに連れ戻されると、廃嫡のうえここに3年間幽閉される[2]。この間、著述に明け暮れ、代表作「日本外史」を執筆した[2]。1936年（昭和11年）9月3日に国の史跡に指定、1945年（昭和20年）被爆により全焼、現在のものは1958年（昭和33年）に復元[3]。
- 展示室 - 1994年建築。
- 茶室 - 1994年建築の8畳の和室。
- 庭園 - 1994年整備された。中庭は「文人庭」と呼ばれ中根金作監修[3]。庭内クロガネモチが被爆樹木[3]。テラコッタのモニュメントは旧館の手摺を再利用したもので被爆遺構である[3]。
- 正門及び石柱 -正門は不明、石柱は1927年（昭和2年）建立。1945年被爆。最終的な改修は1994年。石柱は被爆時に折れた物を繋げ戻している[3]。

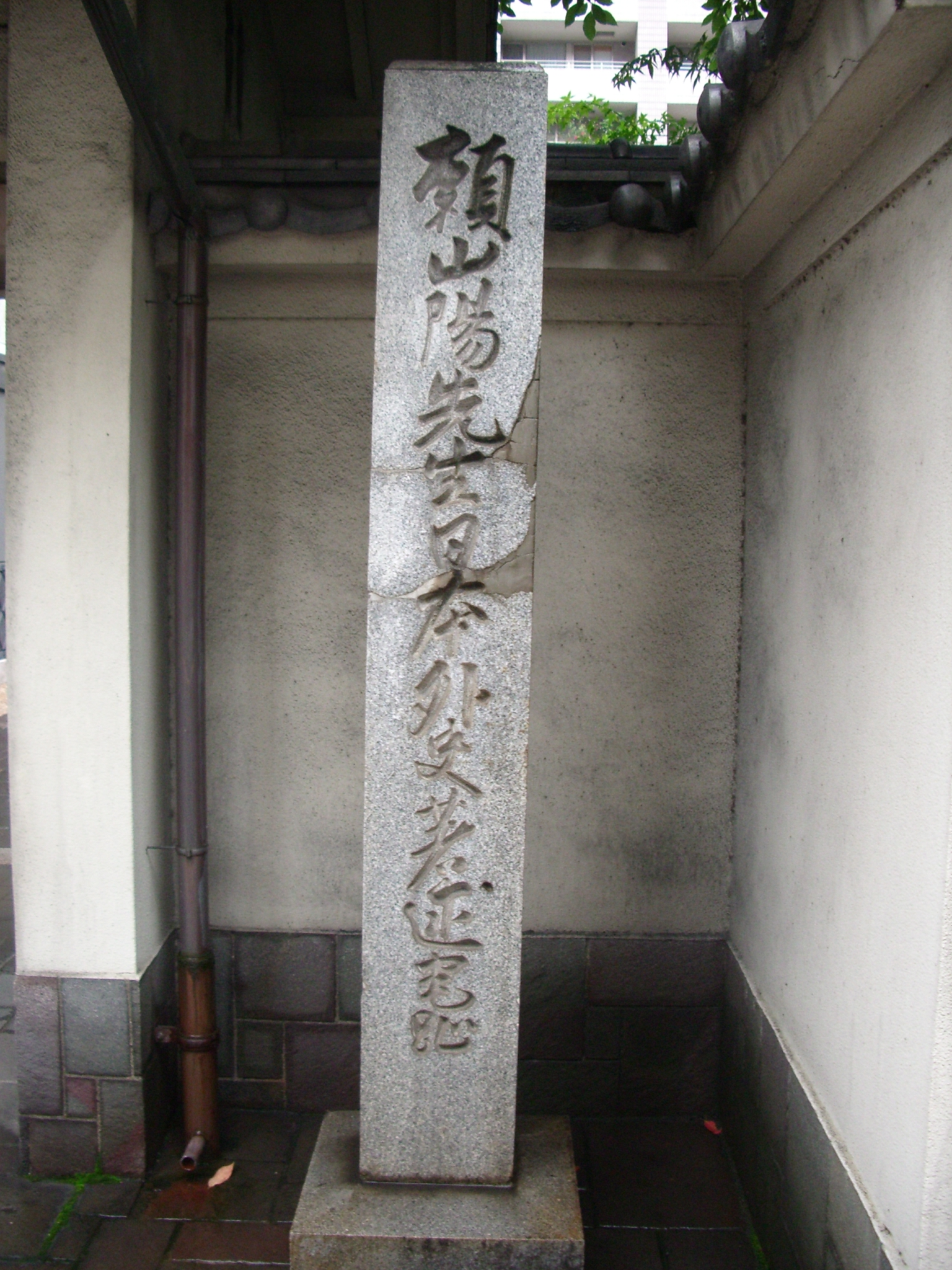
資料館正門横に立つ石柱

## 沿革

### 頼家
頼家は、中世には小早川氏に仕え三原の頼兼村に住んでいた。その後、竹原に移り「頼兼屋」の屋号で商いを始める。
江戸時代中期、当主頼惟清（紺屋又十郎）には5人の息子が生まれた。そのうち次男と五男は早世し残った3兄弟が、長男頼春水、三男頼春風、四男頼杏坪である。惟清は息子たちに勉学に励ませ、3兄弟は別々の時期に大阪に出て学問で名を挙げ、のち春水は広島藩主浅野重晟により藩儒および藩校学問所（現修道中学校・修道高等学校）教授として招聘され広島に移ることになり、春風は竹原に戻り家業を継ぎ、杏坪は春水とともに安芸に移りのち藩儒となる。春水の長男である頼山陽は、父の大阪時代に生まれともに広島に移ることになった。
天明元年（1781年）、春水が藩儒として招聘され広島に移った当初、頼家は西研屋町、現在の紙屋町一丁目/立町/本道に仮屋住まいをしていた。

### 杉ノ木小路
寛政元年（1789年）、藩から屋敷を拝領し、頼家は当時「杉ノ木小路(すぎのきしょうじ)」と呼ばれた武家屋敷地である現在のこの地へ移り住んだ。
当時の平面図が坂本箕山（坂本辰之助）作『頼山陽大観』に残っている。敷地400坪、玄関が二つあり、客間が2間、奥の12畳が春水の部屋だった。小さな離れがあり、これが現在の頼山陽居室にあたる。春水は当初不便に感じていたが手を加えず数年我慢し、後に部屋割りを変更するなどリフォーム工事をしている。
寛政12年（1800年）、山陽は脱藩を企てるもすぐに見つかり連れ戻され廃嫡されこの地に幽閉、文化2年（1805年）謹慎が解かれたのち、菅茶山の廉塾へ、のち京都へ向かう。頼家は山陽の長男である頼聿庵が跡を継ぎ藩儒として藩校学問所の教授となり、その息子である頼誠軒も学問所の教授となった。

### 資料館

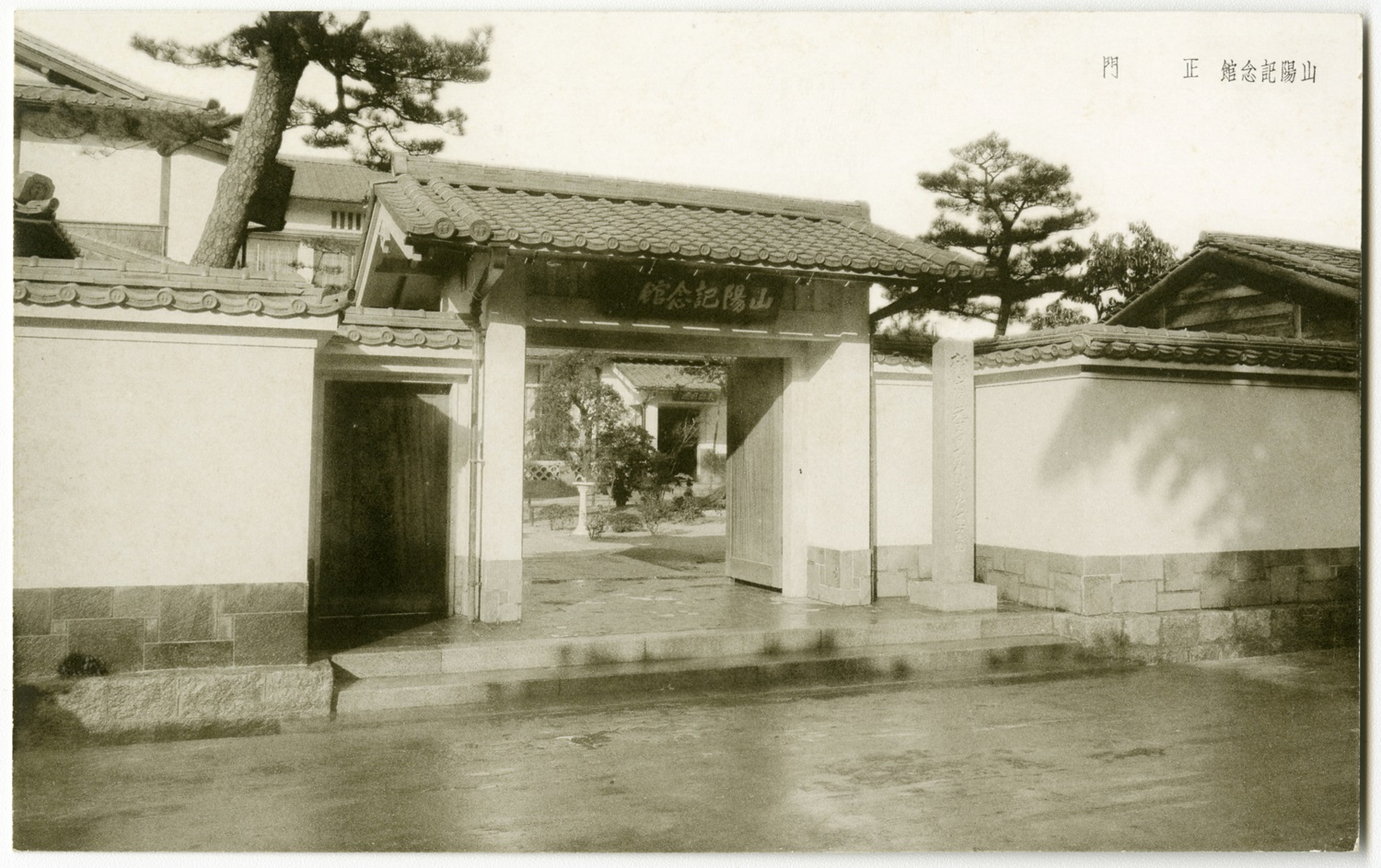
1936年（昭和11年）

山陽が書いた日本外史がベストセラーとなり、幕末維新の尊王攘夷運動や勤王思想に大きな影響を与えた。明治時代以降、軍都として発展していく広島で山陽が尊ばれるようになる。
1929年（昭和4年）財団法人頼山陽先生遺蹟顕彰会（のちの頼山陽記念文化財団）が設立される。1931年（昭和6年）山陽没後100年祭が開かれ、1934年（昭和9年）顕彰会は頼家旧家を買い取り整備、1935年（昭和10年）和風の鉄筋2階建の資料館を建設し、「山陽記念館」を開館した。設計は佐藤功一、施工は藤田組（フジタ）で、2者はのちに旧広島赤十字病院を設計・施工している。1936年（昭和11年）頼山陽居室が国の史跡（旧法）に選定。
1945年（昭和20年）8月6日被爆、爆心地から約400mに位置した。旧居室含め建物および資料はほぼ全焼したが、西隣の堅牢な日銀支店のおかげで部分的に建物が残り、その影となった部分の瓦屋根は異質な状態となった。庭内のクロガネモチは被爆により根株だけを残して焼けている。
戦後は原爆名所として注目される。1948年（昭和23年）広島市により「原爆記念保存物」に指定。1949年（昭和24年）部分的に補修、1950年（昭和25年）顕彰会は広島県に寄贈した。同年には庭内のクロガネモチから芽が出ている。1958年（昭和33年）県は旧居室を復元。その後は県の関連団体が使用、1983年（昭和58年）財団再建に伴い顕彰会が管理した。
老朽化に伴い、1994年（平成6年）旧居室と被爆遺構を残して解体、1995年（平成7年）「頼山陽史跡資料館」として再開館した。

## 交通
- 広島電鉄
  - 広島電鉄宇品線・袋町停留場下車、徒歩3分
- 広電バス
  - JR広島駅より3号線・広島西飛行場行き、袋町バス停下車、徒歩3分

## 参考資料
- 広島県の文化財 - 広島県
- 頼山陽史跡資料館 - ひろしまナビゲーター
- ヒロシマをさがそう クロガネモチ - NHK広島
- 広島ぶらり散歩 頼山陽史跡資料館